# Wnęka (archeologia)
Wnęka – sztuczne zaklęśnięcie w boku narzędzia krzemiennego częste w zespołach (przemysłach) krzemiennych narzędzi paleolitycznych.  
Narzędzia takie są spotykane w wielu kulturach archeologicznych, dla których bywają charakterystyczne pewne ich typy (np. rzadko gdzie indziej spotykane wióry wnękowe europejskiej kultury oryniackiej lub północnoafrykańskiej kultury kapskiej).
Wnęki jako element kształtujący mogły być stosowane do obróbki drewna i kości, jak również pomocne w mocowaniu ostrza do rękojeści.